# باغ الگی
باغ الگی روستایی است در شهرستان کوهرنگ، بخش بازفت، استان چهارمحال و بختیاری.